# Alaungsithu
Alaungsithu (Birmanisch: အလောင်းစည်သူ, gesprochen [ʔəláuɴ sìθù], auch Sithu I genannt, voller Thronname Sri Tribhuwanaditya Pavarapandita Sudhammaraja Mahadhipati Narapatisithu; * um 1090 in Bagan; † 1167 ebenda) war König von Bagan im heutigen Myanmar ab 1113.

## Abstammung
Alaungsithu war der Urenkel von Anawrahta (reg. 1044 bis 1078) und Enkel von König Sawlu (reg. 1077 bis 1084), seine Mutter war Shwe Einsi, eine Tochter von König Kyanzittha (reg. 1084 bis 1112), und sein Vater hieß Sawyun.

## Regierung
Alaungsithu war während der ersten Hälfte seiner Regierung mit der Niederschlagung von Aufständen und Revolten in Tenasserim und im nördlichen Arakan beschäftigt. Gemäß einer Inschrift in Pali, die bei Mergui gefunden worden ist, gelobten die Bewohner Tenasserims später Gefolgschaft gegenüber Bagan. Der rechtmäßige Herrscher in Arakan war von einem Usurpator nach Bagan vertrieben worden, wo er schließlich starb. Mit Hilfe Alaungsithus konnte der rechtmäßige Erbe auf den Thron Arakans steigen.
Alaungsithus machte sich auf weiten Reisen durch sein Herrschaftsgebiet ein eigenes Bild der Lage im Land und ließ viele Bauwerke zu Ehren Buddhas errichten, deren wichtigstes wohl der Thatbinnyu-Tempel darstellt (Einweihung 1144). Diese Reisen, eher Pilgerfahrten, bilden das wichtigste Thema der Annalen seiner Regierungszeit. Seine längere Abwesenheit vom Palast führte aber auch zu Problemen bei der Verwaltung des Landes, so dass es offenbar zu Unordnung kam.
Sein frühester großer Tempelbau dürfte der Shwegugyi gewesen sein, in dem sich eine Inschrift mit ungefähr folgendem Text befindet: "Da war ein König weise, der stets den Guten sein Gehör liebevoll lieh, sein Name ist ..." Das könnte der Text aus einer Tragödie sein. Denn in der Shwegugyi, wörtlich "Große goldene Höhle" ("Gu" bedeutet ebenso Höhle wie Tempel), wurde dieser König, altersschwach schon und dem Ende nahe, von seinem nach der Macht begierigen Sohn Narathu sicherheits-halber erstickt, der anschließend den Thron bestieg.
Als Min Sithu wurde Alaungsithu nach seinem Tod entsprechend dem burmesischen Volksglauben zu einem Nat-Geist. Er ist in der Auflistung der 37 offiziellen Nat nach R.C. Temple als 31. angeführt und wird üblicherweise in königlichen Kleidern auf einem Thron sitzend dargestellt, ein Knie erhoben, den Fuß auf dem Sitz.